# Cirrus uncinus

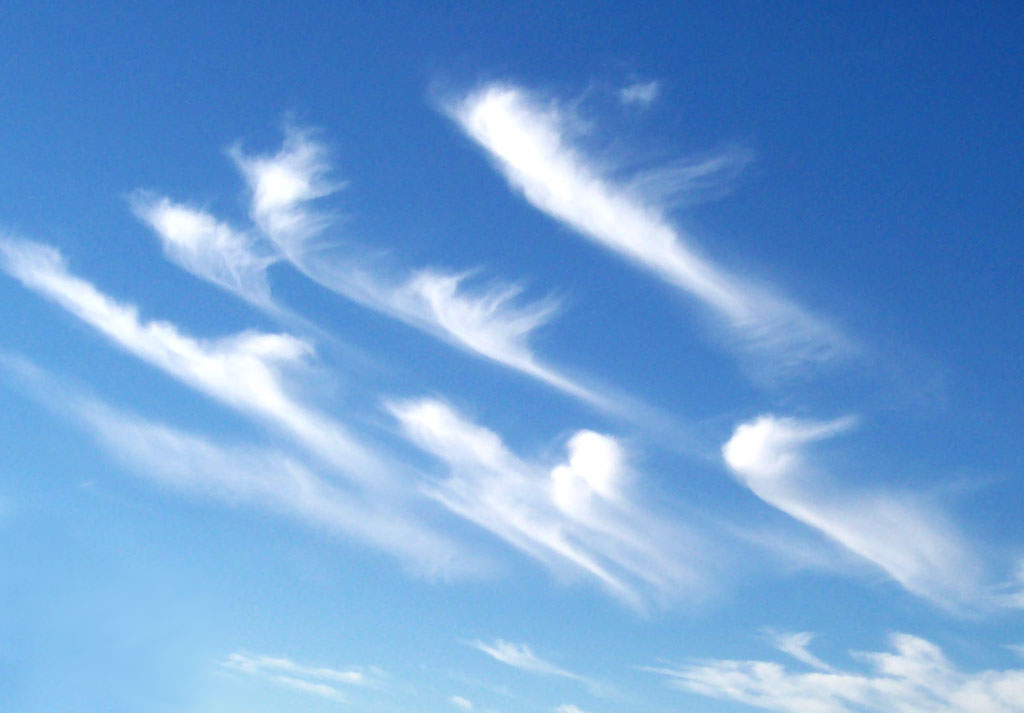
Cirrus uncinus

Cirrus uncinus é uma variedade de cirrus, cujo nome "uncinus" vem do Latim e significa "ganchos encaracolados". Também são conhecidas como rabo de éguas. Esses tipos de cirrus no céu são geralmente muito escassas e ralas.
Estes tipos de nuvens, são comuns em altitudes elevadas e a uma temperatura de -50° a -40 °C (-58° a -40 °F). São geralmente vistas, quando uma massa de ar quente ou uma frente oclusa está se aproximando. Elas ficam nas regiões denominadas troposfera, e significa que uma chuva está se aproximando.